# Крюгер, Майк
Майкл Дуглас Генри Крюгер, больше известный как Майк Крюгер. Родился в 1972 году в маленькой земледельческой общине Ханна, Альберта в Канаде.
Майк Крюгер — басист постгранжевой группы Nickelback. Он старший брат вокалиста и гитариста группы, Чеда Крюгера, и именно он придумал название группы, работая в местной кофейной в Ханне. (Сейчас Майк живёт в Ванкувере). Когда Майк научился играть на 5-струнной бас-гитаре, он стал исполнять песни группы. Майк использует электрические бас-гитары Spector и Lakland. Он женился на Анжеле Крюгер и сейчас у него есть сын Доусон и дочь Авалон, которые часто находятся с группой во время туров. Сначала он играл в другой хэви-метал-группе, а затем присоединился к Nickelback вместе с Райаном Пике по просьбе Чеда Крюгера.